# 蘇阿米科級加油艦
蘇阿米科级加油艦是二戰期間美國海軍 25 艘加油船的一個級。 它們按照海事委員會T2-SE-A1（Suamico 級）、-A2（Escambia 級）和-A3（科霍克頓級）設計建造，使用渦輪電動傳動裝置，消除了減速齒輪的需要，這在美國大眾中是一個主要問題-生產型造船業。

## 建造

### A1
在戰前，美國海事委員會開發了一種標準化油輪設計——T2，可以在戰時大規模生產，並根據海軍輔助設備的需要進行軍事化。 T2 擁有足夠的發動機功率，可達到 16.5 節（30.6 公里/小時），海軍認為這是艦隊加油機所需的最低速度。
然而，T2 及其變型（參見肯納貝克級加油船）使用傳統的齒輪蒸汽輪機推進系統，隨著美國造船業的大規模擴張，出現了生產瓶頸：製造減速齒輪所需的精密機械的可用性有限。 賓夕法尼亞州切斯特的太陽造船和乾船塢公司通過設計一種使用渦輪電力推進的 T2 型號來解決這個問題； 也就是說，蒸汽輪機運行發電機，發電機反過來為電力驅動電機提供動力，而無需傳動裝置。 與傳統的齒輪渦輪機相比，渦輪電力系統在相同尺寸和重量下產生的功率較小，因此Sun 的T2-SE（蒸汽電動）-A1 設計只能在14 節時產生6,000 軸馬力，但由於商業油輪通常只能達到12 節–13 節，這是可以接受的。 認識到該設計對於商業服務的實用性，海事委員會於1941 年5 月從四個造船廠訂購了72 艘T2-SE-A1。最終建造了536 艘T2-SE，這是歷史上產量最多的油輪設計。
1942 年 6 月 9 日，尼米茲海軍上將表示迫切需要另外四艘艦隊加油船。 戰爭運輸委員會徵用了仍在商業服役的最後剩餘的T2 和T2-A 油輪Catawba 和Aekay，並且由於速度有限而進行了預訂，還徵用了兩艘幾乎完工的Sun T2-SE-A1 號Harlem Heights 和Valley Forge。 它們被命名為 USS Suamico (AO-49) 和 Tallulah (AO-50)。 8 月，距離大型18 節（33 公里/小時）西馬龍級的14 次重複訓練還剩一年時間，海軍接管了Sun 的接下來的兩艘T2-SE，即奧里斯卡尼號和斯蒂爾沃特號，更名為佩科斯號（AO- 65) 和緩存 (AO-67)。 8 月 7 日，輔助艦艇委員會建議海軍每月增加兩艘加油船，為期六個月。 雖然海事委員會已訂購了 15 艘 15.3 節 T3-S-A1 型，但只有 5 艘（Chiwawa 級）能及時完成，因此海軍又訂購了 7 艘 T2-SE-A1 來滿足需求、 AO-73 到79 ，其中第一架是在1942 年的最後一天獲得的。

### A2
1942 年春夏期間，德國U型潛艇船長們稱之為“幸福時光”，油輪在大西洋中沉沒的速度比建造速度還要快。 作為回應，7 月 27 日，海事委員會決定，位於加利福尼亞州索薩利託的新 Marinship 造船廠將建造 T2-SE 油輪，最初訂單為 22 艘。可用指定的發電機組。 另一方面，通用電氣表示其有能力提供專為P2-SE2-R1 海軍上將級快速運輸船設計的更大10,000 馬力（7,500 kW）渦輪發電機，Marinship 的海軍建築師修改了最初的Sun 設計以騰出空間對於較大的安裝。 Marin T2-SE-A2 的工程空間很狹窄，但一切都很合適； 更好的是，新設計的速度能夠超過 15 節（28 公里/小時）。 到了年底，海軍對速度較慢的蘇米科斯號不感興趣，急於獲得更強大的新版本，並徵用了前九艘，這些船於1943 年4 月開始下水，並在10 月艦隊加油船開始調試後進行改裝，因為AO -80，埃斯坎比亞號航空母艦，通過 AO-88。
海事委員會最初訂購了 22 艘 T2-SE-A2，又訂購了 18 艘； 海軍將採購其中六架，命名為 AO-91 至 96。當這些飛機於 1944 年末開始服役時，海軍發現太平洋上的淡水問題比燃料問題更嚴重； 因此，Pasig 和 Abatan 被改裝為蒸餾水船（AW-3 和 4），Soubarissen 被改裝為水輪。

### A1
1944 年 10 月 16 日，海軍作戰部長建議修改海事委員會 1945 年下半年的建設計劃，為海軍建造 9 艘額外的加油船。 1944 年 11 月 2 日，MC 在其計劃中增加了在 Marinship 建造 4 艘 10,000 馬力 T2-SE-A3 設計的船舶以及在 Bethlehem Steel 建造 5 艘 T3 的計劃。 T2-SE-A3 型基本上是從一開始就按照海軍標準建造的 A2，而不是後來進行修改（將民用油輪改裝為海軍艦隊加油船意味著交付後需要額外 4-6 個月的工作）。 海軍在戰爭後期取消了這些功能後，最後三艘艦艇在完工時沒有這些功能。

## 战后服务
該級所有加油船於1946年退役以備使用； 然而，在1947 年至1950 年期間，海軍運輸服務處及其後繼者軍事海上運輸服務處均重新啟動了所有這些服務，以承擔民事船員的油輪任務，但薩拉納克號除外，薩拉納克號已改建為浮動發電廠，為關島的海軍基地供電。波納甘塞特號在重新啟用前的檢修過程中斷裂成兩半並沉沒。 埃斯坎比亞號於 20 世紀 50 年代末退役，加入國防後備艦隊，而經濟型的蘇米科斯號則繼續服役至越南戰爭。 Cowanesque 於 1972 年在沖繩附近觸礁沉沒。由於其 7.5 兆瓦的發電能力，六艘 Escambia 被轉移到美國陸軍，並於 1965-66 年改裝為浮動發電廠，在越南服役。 2006 年，當索格塔克號沉沒時，她是海軍 T2 型加油船的最後倖存者。

## 同型艦
| 艦名                                                       | 原名         | 建造                        | 服役      | 結局                                                                                   |
| ---------------------------------------------------------- | ------------ | --------------------------- | --------- | -------------------------------------------------------------------------------------- |
| T2-SE-A1（Sun Shipbuilding & Drydock，賓夕法尼亞州切斯特） |              |                             |           |                                                                                        |
| “蘇阿米科”号AO-49                                          | 哈萊姆高地   | 1942 年 8 月 10 日          | 1948–1974 | 1974 年退役； 1975年報廢                                                               |
| “塔盧拉”号AO-50                                            | 福吉谷       | 1942 年 9 月 5 日           | 1949–1975 | 1986年退役，1987年報廢                                                                 |
| “佩科斯”号AO-65                                            | 奧里斯卡尼   | 1942 年 10 月 5 日          | 1950–1974 | 1974 年退役； 1975年報廢                                                               |
| “緩存”号AO-67                                              | 斯蒂爾沃特   | 1942 年 11 月 3 日          | 1948–1973 | 1986年退役，1987年報廢                                                                 |
| “米利科馬”号AO-73                                          | 國王山       | 1943 年 3 月 5 日           | 1949–1976 | 1987年被擊毀並報廢                                                                     |
| “薩拉納克”号AO-74                                          | 考彭斯       | 1943 年 2 月 22 日          | -         | 1946 年改為浮動發電廠，1954 年重新分類為 YFP-9。1956 年建造，1957 年出售（“薩默塞特”） |
| “索格塔克”号AO-75                                          | 新鎮         | 1943 年 2 月 19 日          | 1948–1974 | 2006年被撞報廢                                                                         |
| “斯庫爾基爾”号AO-76                                        | 路易斯堡     | 1943 年 4 月 9 日           | 1949–1976 | 1986年退役，1988年報廢                                                                 |
| “科薩托”号AO-77                                            | 必需品堡壘   | 1943 年 4 月 20 日          | 1949–1974 | 1974年投產，1975年報廢                                                                 |
| “切帕切特”号AO-78                                          | 尤托泉       | 1943 年 4 月 27 日          | 1949–1972 | 靶艦1980                                                                               |
| “考恩斯克”号AO-79                                          | 杜肯堡       | 1943 年 5 月 1 日           | 1950–1972 | 1972 年沖繩海域沉沒                                                                    |
| T2-SE-A2（Bechtel Marinship，索薩利托，加利福尼亞州）      |              |                             |           |                                                                                        |
| “埃斯坎比亞”号AO-80                                        |              | 1943 年 10 月 28 日         | 1950–1957 | 1966 年作為浮動發電廠提供給陸軍，1971 年廢棄                                           |
| “肯尼巴哥”号AO-81                                          |              | 1943 年 12 月 4 日          | 1950–1959 | 1965年作為浮動發電廠出售給陸軍，1974年出售給RVN                                        |
| “卡哈巴”号AO-82                                            | 拉卡瓦彭     | 1944 年 1 月 14 日          | 1950–1958 | 1966 年作為浮動發電廠提供給陸軍，1971 年廢棄                                           |
| “馬斯科馬”号AO-83                                          |              | 1944 年 2 月 3 日           | 1950–1959 | 1959 年生產並出售（“Seatrain Oregon”、“Transchamplain”），1980 年報廢                  |
| “奧克拉瓦哈”号AO-84                                        |              | 1944 年 3 月 9 日           | 1949–1959 | 1959 年退役，1975 年報廢                                                               |
| “帕曼西特”号AO-85                                          |              | 1944 年 4 月 30 日          | 1949–1957 | 1957 年生產並出售（“Seatrain Florida”），1975 年出售給 NDRF，1986 年報廢               |
| “波納甘塞特”号AO-86                                        |              | 1944 年 5 月 15 日          | -         | 1947 年在波士頓碼頭沉沒，1949 年沈船報廢                                               |
| “Sebec”号AO-87                                             |              | 1944 年 3 月 29 日          | 1950–1957 | 1966 年作為浮動發電廠提供給陸軍，1974 年廢棄                                           |
| “戰斧”号AO-88                                              |              | 1944 年 4 月 16 日          | 1947–1960 | 1966 年出售（“Seatrain Maine”），1973 年交付給 NDRF，2008 年報廢                       |
| “巴石”号AO-91                                              | 聖澤維爾使命 | 1944 年 8 月 28 日飾演 AW-3 | -         | 1955年退役，1960年投產，1975年報廢                                                     |
| “阿巴坦”号AO-92                                            | 聖洛倫索使命 | 1945 年 1 月 29 日飾演 AW-4 | -         | 1947年退役，1970年擊中，SINKEX1980年                                                   |
| “蘇巴里森”号AO-93                                          | 聖安娜使命   | 1945 年 1 月 5 日           | 1948–1958 | 1961年退役，1982年報廢                                                                 |
| “阿納科斯蒂亞”号AO-94                                      | 阿拉莫任務   | 1945 年 2 月 25 日          | 1948–1957 | 1957 年製造，1967 年出售（“Penn Ranger”、“Omnium Ranger”），1978 年報廢                |
| “卡尼”号AO-95                                              | 洛杉磯使命   | 1945 年 3 月 25 日          | 1950–1959 | 1966 年作為浮動發電廠出售給陸軍，1974 年出售給 RVN                                     |
| “塔馬爾佩斯”号AO-96                                        | 舊金山使命   | 1945 年 5 月 20 日          | 1948–1957 | 1966 年作為浮動發電廠出售給陸軍，1974 年出售給 RVN                                     |
| T2-SE-A3（Bechtel Marinship，索薩利托，加利福尼亞州）      |              |                             |           |                                                                                        |
| “科霍克頓”号AO-101                                         |              | 1945 年 8 月 25 日          | 1949–1958 | 1967 年出售（“Transoneida”），1980 年報廢                                              |
| “康喬”号AO-102                                             |              |                             | 1948–1958 | 1945 年 10 月完成，名為 “USNS”号聖安娜任務 (T-AO-137)，1958 年發起                     |
| “科尼庫”号AO-103                                           |              |                             | 1947–1957 | 完成於 1945 年 10 月，命名為 “USNS”号Mission Los Angeles (T-AO-117)，1957 年撞擊       |
| “Contoocook”号AO-104                                       |              |                             | 1947–1957 | 完成於 1945 年 10 月的“USNS”号舊金山任務 (T-AO-123)，1957 年在紐卡斯爾沉沒             |